# Gemeinde Skrapar
Die Gemeinde Skrapar (albanisch Bashkia e Skraparit) ist einer der 61 Gemeinden (bashkia) Albaniens. Die Gemeinde im Qark Berat liegt im Süden des Landes rund um den Hauptort Çorovoda (3918 Einwohner; 2023). Die Gemeinde hat 10.750 Einwohner (2023), etwas weniger als 2011.

## Geographie

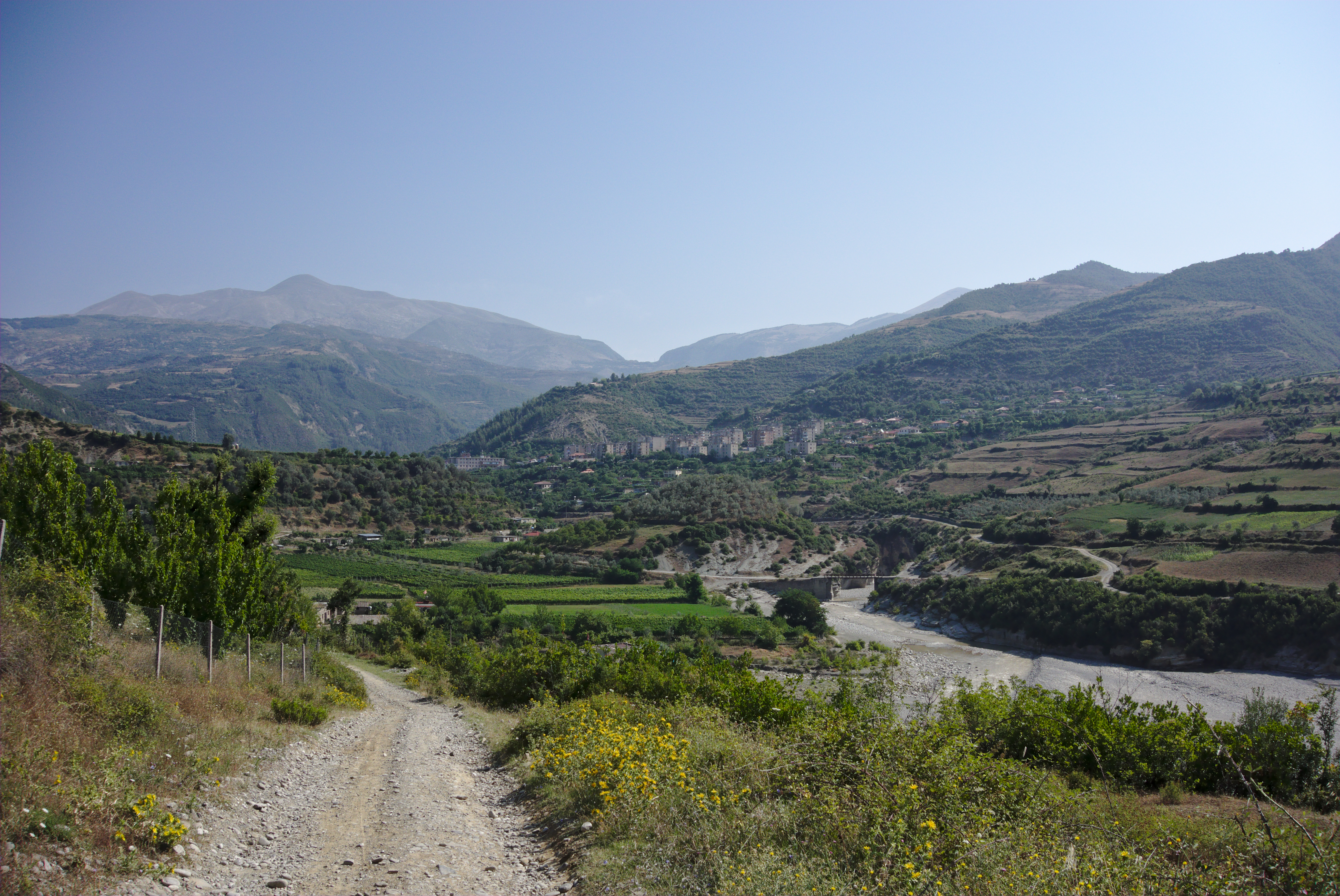
Osum-Tal bei Çorovoda mit Tomorr im Hintergrund

Die Gemeinde liegt am Mittellauf des Osum südlich der Stadt Berat. Sie umfasst den ganzen ehemaligen Kreis Skrapar mit Ausnahme des Orts Poliçan und Umgebung. Es handelt sich mehrheitlich um abgelegenes Berg- und Hügelland, das eigentlich nur von Norden zugänglich ist.
Berühmt sind auch die Schluchten des Osum südlich des Hauptorts Çorovoda.
Im Norden erhebt sich der Berg Tomorr (2415 m ü. A.). Seine niedrigere Südspitze liegt komplett im Gemeindegebiet, die Nordspitze etwas nördlich. Ein großes Stück Berglandschaft in dieser Region ist Teil des Nationalparks Tomorr.

Innerhalb der Gemeinde wird einzig das östlich vom Tomorr gelegene Gebiet nicht zum Osum, sondern zum Devoll entwässert.

## Verwaltungseinheiten
Im Sommer 2015 wurden neun Gemeinden zur Gemeinde Skrapar zusammengelegt. Diese sind seither die Njësitë administrative (Verwaltungseinheiten) der Bashkia Skrapar.
| Name      | Einwohner 2023 | Einwohner 2011 | Gemeindeart |
| --------- | -------------- | -------------- | ----------- |
| Çorovoda  | 3.918          | 4.051          | Bashkia     |
| Bogova    | 932            | 1.098          | Komuna      |
| Çepan     | 583            | 740            | Komuna      |
| Gjerbës   | 603            | 813            | Komuna      |
| Leshnja   | 340            | 496            | Komuna      |
| Potom     | 729            | 897            | Komuna      |
| Qendër    | 2.331          | 2.545          | Komuna      |
| Vendresha | 806            | 984            | Komuna      |
| Zhepa     | 508            | 779            | Komuna      |